# Blunt (Dacota do Sul)
Blunt é uma cidade localizada no estado norte-americano de Dakota do Sul, no Condado de Hughes.

## Demografia
Segundo o censo norte-americano de 2000, a sua população era de 370 habitantes. 
Em 2006, foi estimada uma população de 358, um decréscimo de 12 (-3.2%).

## Geografia
De acordo com o United States Census Bureau tem uma área de 
1,3 km², dos quais 1,3 km² cobertos por terra e 0,0 km² cobertos por água. Blunt localiza-se a aproximadamente 494 m acima do nível do mar.

## Localidades na vizinhança
O diagrama seguinte representa as localidades num raio de 36 km ao redor de Blunt. 